# Special Unit 2 – Die Monsterjäger
Special Unit 2 – Die Monsterjäger ist eine US-amerikanische Fernsehserie, die zwischen 2001 und 2002 auf dem US-Sender UPN erstausgestrahlt wurde. Sie wurde von Evan Katz, der auch an den Serien JAG – Im Auftrag der Ehre und Seven Days – Das Tor zur Zeit mitgearbeitet hatte, entwickelt.

## Handlung
Eine geheime Polizeieinheit mit dem Namen Special Unit 2, welche im Chicago der Gegenwart agiert, bekämpft sogenannte Links. Links, assoziiert mit dem Missing Link der Evolutionstheorie, treten in der Serie als die typischen Märchen- und Mythenmonster auf; Werwölfe, Gargoyles, der Schwarze Mann und auch Wesen aus der griechischen Mythologie.
Im Zentrum der Handlung stehen die beiden Polizisten der Special Unit 2 Detective Nicholas O’Malley und Detective Kate Benson. O’Malley und Benson werden jeweils auf Fälle angesetzt, in welchen ein Link ein Verbrechen begangen hat. Die Aufgabe der Special Unit 2 ist, die verbrecherischen Links zur Strecke zu bringen, und die Bevölkerung vor dem Wissen um die Existenz der Monster im Dunkeln zu lassen.
Das Vorgehen der beiden Detectives ist meistens äußerst unorthodox, wobei auch nicht selten von großkalibrigen Schusswaffen Gebrauch gemacht wird. Unterstützung bekommen die Polizisten oft von Carl, einen Gnom, der jedoch meist nur widerwillig mit Insiderinformationen behilflich ist.

## Hintergrund

### Konzept
Das Grundkonzept der Serie ist, neben dem Veralbern ernstgemeinter Mystery-Serien wie Akte X, vor allem der wenig anspruchsvolle und bisweilen bissige Humor. Besonders auffällig ist dieser bei den manchmal minutenlangen Dialogen mit meist freundlich gemeinten Sticheleien sowie bei den oft kreativen Links (z. B. ein Sphinx, einer lebenden Statue, die am Liebsten nur in der Gegend herumsteht und nur in Rätseln sprechen kann).
Die Serie Buffy – Im Bann der Dämonen wird veralbert, indem festgestellt wird, dass hinter allen Sagenfiguren ein realer Link steckt – außer hinter Vampiren, um die es bei Buffy hauptsächlich geht, die seien frei erfunden.

### Einstellung
Das Gerücht, dass die Quoten von Special Unit 2 – Die Monsterjäger nicht überzeugten, weshalb die Serie nach 19 Episoden im Jahr 2002 eingestellt wurde, ist falsch. Tatsächlich ist es so, dass es in den 1980ern in den USA ein Pen-and-Paper-Spiel (Bureau 13) gab, was exakt die Ausgangsposition der Serie thematisiert. Da sich der Macher des Spiels und die Produzenten nicht über eine weitere Zusammenarbeit bzw. eine finanzielle Entschädigung einigen konnten, entschieden sich die Produzenten dazu, Special Unit 2 – Die Monsterjäger einzustellen. Fanproteste gegen die Einstellung der Serie gab es kaum, weshalb beide Parteien auch keinen Versuch mehr unternahmen sich anzunähern oder zumindest einen würdigen Abschluss zu filmen.

## Episoden
Special Unit 2 – Die Monsterjäger wurde in zwei Staffeln mit sechs und 13 Episoden erstausgestrahlt.

### Staffel 1
| Nummer (gesamt) | Nummer (Staffel) | Originaltitel | Deutscher Titel                    | Erstausstrahlung (USA) | Deutsche Erstausstrahlung (DE) |
| 01              | 01               | The Brothers  | Diese Brüder kommen meist zu zweit | 11. April 2001         | 12. Mai 2003                   |
| 02              | 02               | The Pack      | Werwölfe an der Wall Street?       | 18. April 2001         | 19. Mai 2003                   |
| 03              | 03               | The Wraps     | Die Mumie des Samurai              | 25. April 2001         | 26. Mai 2003                   |
| 04              | 04               | The Web       | Das Gift der Schwarzen Witwe       | 2. Mai 2001            | 2. Juni 2003                   |
| 05              | 05               | The Waste     | Das mordende Fettmonster           | 9. Mai 2001            | 23. Juni 2003                  |
| 06              | 06               | The Depths    | Der Meermann und die Mädchen       | 16. Mai 2001           | 16. Juni 2003                  |

### Staffel 2
| Nummer (gesamt) | Nummer (Staffel) | Originaltitel | Deutscher Titel                | Erstausstrahlung (USA) | Deutsche Erstausstrahlung (DE) |
| 07              | 01               | The Grain     | Ein besonders böser Parasit    | 3. Oktober 2001        | 30. Juni 2003                  |
| 08              | 02               | The Skin      | In der Haut des Chamäleons     | 10. Oktober 2001       | 30. Juni 2003                  |
| 09              | 03               | The Years     | Das Rätsel der spurlosen Jahre | 17. Oktober 2001       | 7. Juli 2003                   |
| 10              | 04               | The Invisible | Wer hat Angst vorm Boogeyman?  | 24. Oktober 2001       | 7. Juli 2003                   |
| 11              | 05               | The Eve       | Alle hassen Halloween          | 31. Oktober 2001       | 14. Juli 2003                  |
| 12              | 06               | The Rocks     | Medusas versteinerte Liebhaber | 7. November 2001       | 14. Juli 2003                  |
| 13              | 07               | The Drag      | Der Drache und die Prinzessin  | 14. November 2001      | 21. Juli 2003                  |
| 14              | 08               | The Beast     | Die Hübsche und das Biest      | 21. November 2001      | 21. Juli 2003                  |
| 15              | 09               | The Wall      | Die in den Wänden leben        | 28. November 2001      | 28. Juli 2003                  |
| 16              | 10               | The Straw     | Das Spiel mit dem Feuer        | 16. Januar 2002        | 28. Juli 2003                  |
| 17              | 11               | The Love      | Liebe kann lästig sein         | 30. Januar 2002        | 4. August 2003                 |
| 18              | 12               | The Piper     | Die Diebe von Chicago          | 6. Februar 2002        | 4. August 2003                 |
| 19              | 13               | The Wish      | Der Wunsch des Flaschengeistes | 13. Februar 2002       | 25. Oktober 2003               |